# 鳳凰秋秋
《鳳凰秋秋》是一首先秦逸詩，見於《荀子·解蔽》，原文仅保留有一章五句：“鳳凰秋秋，其翼若干，其聲若箫。有鳳有凰，樂帝之心。”《藝文類聚·卷九十九·鳳皇》亦引《孫卿子》此詩作：“鳳鳥啾啾，其翼若竽，其聲若簫。有皇有鳳，樂帝之心。”內容為描寫鳳凰的儀態，風格與《詩經》相仿。
受此詩典故影響，樂府詩中有對鳳凰叫聲的描述。詞牌“鳳凰臺上憶吹簫”也源自鳳鳴之聲仿若吹簫的傳說。